# Joe Abercrombie
Joe Abercrombie (Lancaster, 31 december 1974) is een Brits fantasyschrijver en film-editor. Hij is de auteur van de Eerste Wet-trilogie.

## Biografie
Joe Abercrombie werd geboren op 31 december 1974 in Lancaster, Engeland. Hij studeerde aan de Lancaster Royal Grammar School en aan de Universiteit van Manchester, waar hij psychologie studeerde. Hij ging echter in de televisie-industrie, nog voor hij ervoor koos om een freelance film-editor te worden. Tijdens een baanonderbreking begon hij met het schrijven van The Blade Itself ('De Eerste Wet: De Macht van het Zwaard'), in 2002. Het werd in 2006 door Gollancz gepubliceerd en werd al snel gevolgd door twee andere boeken in de trilogie: Before They Are Hanged en The Last Argument of Kings. Begin 2008 was Abercrombie een van de respondenten van de BBC Worlds of Fantasy-serie, samen met bijvoorbeeld Michael Moorcock, Terry Pratchett en China Miéville.
Abercrombie woont in Bath (Somerset), met zijn vrouw en twee kinderen.

### De Eerste Wet Trilogie
- 2006 - The Blade Itself - vertaald als De Macht van het Zwaard
- 2007 - Before They Are Hanged - vertaald als De Weg van de Angst
- 2008 - Last Argument of Kings - vertaald als De Val van een Koning

### Verbrijzelde Zee Trilogie
- 2014 - Half a King
- 2015 - Half the World
- 2015 - Half a War

### Andere schrijfsels
- 2009 - Best Served Cold - Genomineerd voor de David Gemmell Legend Award 2010
- 2011 - The Heroes
- 2013 - Red Country

### Kortverhalen
- 2010 - The Fool Jobs - verschenen in The Sword & Dark Magic
- 2011 - Yesterday, Near A Village Called Barden - verscheen als extra in de hardcover editie van The Heroes
- 2016 - Sharp Ends - gebundelde kortverhalen

## Interviews
- Interview met Joe Abercrombie op de SF Signal, door Lucien E. G. Spelman (19 juni 2009)
- Interview met Joe Abercrombie op Neth Space
- Interview met Joe Abercrombie, afgenomen door Pat's Fantasy Hotlist (7 december 2006)
- Interview met Joe Abercrombie, afgenomen door SFX Magazine (30 april 2007)
- Interview met Joe Abercrombie, met Aidan Mother tijdens Dribble of Ink (31 juli 2007)
- Interview met Joe Abercrombie, met Aidan Mother tijdens Dribble of Ink 2 (11 februari 2008)

- Bibsys: 8070884
- Biblioteca Nacional de España: XX4737586
- Bibliothèque nationale de France: cb16191707m (data)
- Gemeinsame Normdatei: 132403706
- International Standard Name Identifier: 0000 0001 0921 8936
- Library of Congress Control Number: nr2006020159
- Nationale Bibliotheek van Letland: 000238903
- MusicBrainz: eed98437-ce6e-42b6-a59d-488e81aafc4d
- Nationale Bibliotheek van Tsjechië: xx0076408
- Nationale bibliotheek van Australië: 57004438
- Nationale Bibliotheek van Israël: 987007518762005171
- Nationale en Universitaire bibliotheek Zagreb: 000549055
- Nederlandse Thesaurus van Auteursnamen: 296067903
- Istituto Centrale per il Catalogo Unico: MODV650628
- LIBRIS: 357599
- Système universitaire de documentation: 165626682
- Trove: 1677546
- Virtual International Authority File: 85800591
- WorldCat: E39PBJcwFX8FyYJrx7x87BdYT3